# Ferdynand Kondysar
Ferdynand Kondysar (ur. 8 lutego 1893 w Rudniku nad Sanem, zm. 2 kwietnia 1966 w Potoku Górnym) – polski rolnik, nauczyciel, działacz społeczny, poseł na Sejm III (1930–1935), IV (1935–1938) i V kadencji (1938–1939) w II Rzeczypospolitej, kawaler Orderu Virtuti Militari.

## Życiorys
Ukończył gimnazjum w Mielcu w 1909 roku oraz Seminarium Nauczycielskie, zdając maturę w 1916 roku.
Już w szkole był członkiem OMN „Zarzewie”, od 1913 roku był członkiem Związku Strzeleckiego i POW na powiat biłgorajski. W latach 1914–1917 służył w Legionach Polskich: 21 sierpnia 1914 roku wstąpił do VI baonu I Brygady, był ciężko ranny w bitwie pod Żernikami. W 1917 roku został internowany i wcielony do armii austriackiej. Od 1918 roku służył w Wojsku Polskim: początkowo jako komendant placu w Sanoku, w czasie walk polsko-ukraińskich sierżant w szpitalu w Sanoku, od grudnia 1918 roku w Polskiej Żandarmerii Krajowej. W lutym 1919 roku został urlopowany bezterminowo jako inwalida. 13 kwietnia 1931 Prezydent RP mianował go podporucznikiem ze starszeństwem z 29 listopada 1930 i 2. lokatą w korpusie oficerów rezerwy piechoty, a minister spraw wojskowych wcielił do 9 Pułku Piechoty Legionów w Zamościu.
W latach 1919–1929 pracował jako nauczyciel w Rzeszowie i Potoku Górnym. Objął również stanowisko kierownika szkoły powszechnej w Krzeszowie.
Ferdynand Kondysar za zasługi wojenne otrzymał od państwa około 20 mórg ziemi pocerkiewnej w Lipinach, prowadził tam gospodarstwo rolne do 1937 roku, kiedy je sprzedał i wraz z rodziną przeprowadził się do Potoku Górnego, gdzie kupił resztówkę rozparcelowanego majątku wraz z małym zniszczonym dworkiem i kilkudziesięcioma morgami uprawnej ziemi. Z jego inicjatywy zbudowano pomnik ku czci poległych mieszkańców ziemi potockiej, którzy zginęli w latach 1918–1920 w czasie walk o niepodległość. Zniszczony pomnik legionistów odbudowano w 1992 roku. Stoi on przed Urzędem Gminy w Potoku Górnym.
Pełnił wiele funkcji społecznych, był m.in.: członkiem Rady Wojewódzkiej, Powiatowej i Gminnej, wieloletnim radnym i wójtem gminy Potok, radcą Izby Rolniczej w Lublinie, prezesem Związku Osadników powiatu biłgorajskiego i wieloletnim prezesem Okręgowego TOKR.
W wyborach parlamentarnych w 1930 roku został zastępcą członka z listy nr 1 (BBWR) w okręgu wyborczym nr 27 (Zamość). Po złożeniu mandatu przez Stanisława Eustachego Świeżawskiego został zaprzysiężony na posła na Sejm III kadencji (1930–1935) 6 marca 1934 roku. Należał do klubu BBWR.
W wyborach parlamentarnych w 1935 roku został wybrany 50 683 głosami posłem na Sejm IV kadencji (1935–1938) z okręgu nr 35, obejmującego powiaty: zamojski, biłgorajski i tomaszowski. W kadencji tej należał do klubu OZN. Pracował w komisjach: komunikacyjnej (1937–1938) i wojskowej (1937–1938).
W wyborach parlamentarnych w 1938 roku został ponownie wybrany posłem na Sejm V kadencji (1938–1939) z tego samego okręgu (nr 35). W kadencji tej pracował w komisjach: administracyjno-samorządowej, rolnej i wojskowej.
W czasie II wojny światowej był więziony w Sachsenhausen (numer obozowy 26581, blok 65).
Po wojnie wrócił do Potoku Górnego. Po spaleniu szkoły podstawowej w Potoku w czasie okupacji po wojnie powstał komitet odbudowy i rozbudowy szkoły, na czele którego stanął Ferdynand Kondysar, który udostępnił swoją ziemię pod plac jej budowy. Szkołę wybudowano w latach 1955–1957.
Ferdynand Kondysar zmarł w Potoku w 1966 roku, został pochowany na cmentarzu rudnickim.

## Ordery i odznaczenia
- Krzyż Srebrny Orderu Wojskowego Virtuti Militari – 17 maja 1922[7][8]
- Krzyż Niepodległości (7 lipca 1931)[9][10]
- Srebrny Krzyż Zasługi (9 listopada 1932)[11]

## Życie prywatne
Był synem (jednym z siedmiorga dzieci i jedynym, który otrzymał wykształcenie) Andrzeja/Jędrzeja (rolnika i flisaka) i Magdaleny z Szastów. Ożenił się w 1921 roku z Marią Pałkówną (córką kolejarza pracującego w Rudniku), z którą miał dwoje dzieci: syna Zbigniewa Kazimierza (ur. 1923) i córkę Irenę Annę (ur. 1924).